# 66. ročník udílení Oscarů
66. ročník udílení Oscarů proběhl 29. března 1994 v Dorothy Chandler Pavilion (Los Angeles) a udílel ocenění pro nejlepší filmařské počiny roku 1993. Udílely se ceny ve 23 kategoriích a producentem byl Gil Cates († 2011). Večer moderovala Whoopi Goldberg.

## Nominace a vítězové
Vítězové v dané kategorii jsou uvedeni tučně.
| Nejlepší film | Nejlepší režie |
| --- | --- |
| Schindlerův seznam - Uprchlík - Ve jménu otce - Piano - Soumrak dne | Steven Spielberg – Schindlerův seznam - Jim Sheridan – Ve jménu otce - Jane Campion – Piano - James Ivory – Soumrak dne - Robert Altman – Prostřihy |
| Nejlepší herec | Nejlepší herečka |
| Tom Hanks jako Andrew Beckett – Philadelphia - Daniel Day-Lewis jako Gerry Conlon – Ve jménu otce - Laurence Fishburne jako Ike Turner – Tina Turner - Anthony Hopkins jako James Stevens – Soumrak dne - Liam Neeson jako Oskar Schindler – Schindlerův seznam                                                                                              | Holly Hunter jako Ada McGrath – Piano - Angela Bassettová jako Tina Turner – Tina Turner - Stockard Channing jako Ouisa Kittredge – Šest stupňů odloučení - Emma Thompson jako Sarah „Sally“ Kenton – Soumrak dne - Debra Winger jako Joy Davidman – Nebezpečná žena |
| Nejlepší herec ve vedlejší roli | Nejlepší herečka ve vedlejší roli |
| Tommy Lee Jones jako Samuel Gerard – Uprchlík - Leonardo DiCaprio jako Arnie Grape – Co žere Gilberta Grapea - Ralph Fiennes jako Amon Goeth – Schindlerův seznam - John Malkovich jako Mitch Leary – S nasazením života - Pete Postlethwaite jako Giuseppe Conlon – Ve jménu otce                                                                           | Anna Paquin jako Flora McGrath – Piano - Holly Hunter jako Tamara „Tammy“ Hemphill – Firma - Rosie Perez jako Carla Rodrigo – Beze strachu - Winona Ryder jako May Welland – Věk nevinnosti - Emma Thompson jako Gareth Peirce – Ve jménu otce |
| Nejlepší původní scénář | Nejlepší adaptovaný scénář |
| Piano – Jane Campion - Dave – Gary Ross - S nasazením života – Jeff Maguire - Philadelphia – Ron Nyswaner - Samotář v Seattlu – Nora Ephron, David S. Ward, a Jeff Arch | Schindlerův seznam – Steven Zaillian - Věk nevinnosti – Martin Scorsese a Jay Cocks - Ve jménu otce – Jim Sheridan a Terry George - Soumrak dne – Ruth Prawer Jhabvalabased - Krajina stínů – William Nicholson |
| Nejlepší cizojazyčný film | Nejlepší dokument |
| Belle epoque (Španělsko) – Fernando Trueba - Sbohem, má konkubíno (Hong Kong) – Chen Kaige - Hedd Wyn (Spojené království) – Paul Turner - Vůně zelené papáje (Vietnam) – Anh Hung Tran - Svatební hostina (Tchaj-wan) – Ang Lee | I Am a Promise: The Children of Stanton Elementary School – Susan Raymond a Alan Raymond - The Broadcast Tapes of Dr. Peter – David Paperny a Arthur Ginsberg - Children of Fate – Susan Todd a Andrew Young - For Better or for Worse – David Collier a Betsy Thompson - Válečná místnost – D. A. Pennebaker a Chris Hegedus                                              |
| Nejlepší krátký dokument | Nejlepší krátký hraný film |
| Defending Our Lives – Margaret Lazarus a Renner Wunderlich - Blood Ties: The Life and Work of Sally Mann – Steven Cantor a Peter Spirer - Chicks in White Satin – Elaine Holliman a Jason Schneider | Černý pasažér – Pepe Danquart - Down on the Waterfront – Stacy Title a Jonathan Penner - The Dutch Master – Susan Seidelman a Jonathan Brett - Partners – Peter Weller a Jana Sue Memel - Šroub – Didier Flamand |
| Nejlepší krátký animovaný film | Nejlepší hudba |
| Nesprávné kalhoty – Nick Park - Blindscape – Stephen Palmer - The Mighty River – Frédéric Back a Hubert Tison - Small Talk – Bob Godfrey a Kevin Baldwin - The Village – Mark Baker | Schindlerův seznam – John Williams - Věk nevinnosti – Elmer Bernstein - Firma – Dave Grusin - Uprchlík – James Newton Howard - Soumrak dne – Richard Robbins |
| Nejlepší píseň | Nejlepší zvukové efekty |
| „Streets of Philadelphia“ – Bruce Springsteen – Philadelphia - "Again“ – Janet Jacksonová a Jimmy Jam a Terry Lewis – Poetic Justice - "The Day I Fall in Love“ – Carole Bayer Sager, James Ingram a Clif Magness – Beethoven 2 - „Philadelphia“ –Bruce Springsteen – Philadelphia - "A Wink and a Smile“ – Marc Shaiman a Ramsey McLean – Samotář v Seattlu | Jurský park – Gary Rydstrom, Gary Summers, Ron Judkins a Shawn Murphy - Cliffhanger – Michael Minkler, Bob Beemer a Tim Cooney - Uprchlík – Donald O. Mitchell, Michael Herbick, Frank A. Montaño a Scott D. Smith - Geronimo – Chris Carpenter, Doug Hemphill, Bill W. Benton a Lee Orloff - Schindlerův seznam – Andy Nelson, Steve Pederson, Scott Millan a Ron Judkins |
| Nejlepší zvuk | Nejlepší výprava |
| Jurský park – Gary Rydstrom a Richard Hymns - Cliffhanger – Wylie Stateman a Gregg Baxter - Uprchlík – John Leveque a Bruce Stambler | Schindlerův seznam – Allan Starski a Ewa Braun - Addamsova rodina 2 – Ken Adam a Marvin March - Věk nevinnosti – Dante Ferretti a Robert J. Franco - Orlando – Ben Van Os a Jan Roelfs - Soumrak dne – Luciana Arrighi a Ian Whittaker |
| Nejlepší kamera | Nejlepší střih |
| Schindlerův seznam – Janusz Kamiński - Sbohem, má konkubíno – Gu Changwei - Uprchlík – Michael Chapman - Piano – Stuart Dryburgh - Nevinné tahy – Conrad Hall | Schindlerův seznam – Michael Kahn - Uprchlík– Dennis Virkler, David Finfer, Dean Goodhill, Don Brochu, Richard Nord a Dov Hoenig - Ve jménu otce – Gerry Hambling - S nasazením života – Anne V. Coates - Piano – Veronika Jenet |
| Nejlepší masky | Nejlepší kostýmy |
| Mrs. Doubtfire – Táta v sukni – Greg Cannom, Ve Neill a Yolanda Toussieng - Philadelphia – Carl Fullerton a Alan D'Angerio - Schindlerův seznam – Christina Smith, Matthew W. Mungle a Judith A. Cory | Věk nevinnosti – Gabriella Pescucci - Orlando – Sandy Powell - Piano – Janet Patterson - Soumrak dne – Jenny Beavan a John Bright - Schindlerův seznam – Anna B. Sheppard |
| Nejlepší vizuální efekty | |
| Jurský park – Dennis Muren, Stan Winston, Phil Tippett a Michael Lantieri - Cliffhanger – Neil Krepela, John Richardson, John Bruno a Pamela Easley - Ukradené Vánoce – Pete Kozachik, Eric Leighton, Ariel Velasco Shaw a Gordon Baker | |